# Trias późny
| System                        | Oddział  | Piętro    | Wiek (mln lat) |
| ----------------------------- | -------- | --------- | -------------- |
| Jura                          | wczesna  | Hettang   | młodsze        |
| Trias                         | Górny    | Retyk     | 201,3–208,5    |
| Trias                         | Górny    | Noryk     | 208,5–227,0    |
| Trias                         | Górny    | Karnik    | 227,0–237,0    |
| Trias                         | Środkowy | Ladyn     | 237,0–242,0    |
| Trias                         | Środkowy | Anizyk    | 242,0–247,2    |
| Trias                         | Dolny    | Olenek    | 247,2–251,2    |
| Trias                         | Dolny    | Ind       | 251,2–251,902  |
| Perm                          | Loping   | Czangsing | starsze        |
| Podział według ICS, luty 2017 |          |           |                |

Późny trias (ang. Late Triassic) – najmłodsza epoka triasu (era mezozoiczna), trwająca w zależności od przyjmowanego podziału triasu od około 28 do około 36 milionów lat. Dokładny czas jego trwania jest przedmiotem sporów. Do 2012 roku Międzynarodowa Komisja Stratygrafii przyjmowała, że późny trias rozpoczął się około 228,7 milionów lat temu a zakończył 199,6 ± 0,6 mln lat temu; w roku 2013 Komisja poprawiła datowanie na od około 237 milionów lat temu do 201,3 ± 0,2 mln lat temu Jest to epoka młodsza od środkowego triasu a starsza od wczesnej jury. Późny trias dzieli się na trzy wieki: karnik, noryk i retyk.
Chronostratygraficznym odpowiednikiem epoki wczesnego triasu jest oddział trias górny. Górny trias dzieli się na trzy piętra: karnik, noryk i retyk.